# Alajuela
Alajuela ist eine Stadt im mittelamerikanischen Staat Costa Rica mit 47.494 Einwohnern (Stand 1. Januar 2005) und Hauptstadt der gleichnamigen Provinz Alajuela.

## Geografie
Die Stadt liegt am Fuß des 2704 Meter hohen Vulkans Poás.

## Geschichte
Alajuela wurde im Jahre 1782 gegründet. Ein Grund dafür war, den Bewohnern an den südlichen Abhängen des nahe der Stadt gelegenen Vulkan Poás den weiten Weg zur Kirche nach Heredia zu ersparen. In der zu dieser Zeit schon bestehenden Siedlung La Lajuela errichteten dann die Einwohner ihre eigene Kirche.
Im Jahre 1823 kämpfte Alajuela gemeinsam mit San José auf Republikanischer Seite gegen Heredia und Cartago, die das Lager der Monarchisten unterstützten, um die Unabhängigkeit Costa Ricas. Die Monarchisten befürworteten einen Anschluss an Mexiko. Doch die republikanischen Streitkräfte gewannen die Schlacht des 5. April 1823 in Ochomogo. Dabei handelte es sich um eine der wenigen Kriegshandlungen auf costa-ricanischem Staatsgebiet. Nach Beendigung dieses kurzen Bürgerkrieges wurde am 1. Juli 1823 die Zentralamerikanische Konföderation gegründet (Provincias Unidas de Centro América).
Seit Mai 2006 hat Alajuela mit Lahr/Schwarzwald eine deutsche Partnerstadt. Dies ist die erste Städtepartnerschaft zwischen Städten in Deutschland und Costa Rica.

## Kultur und Sehenswürdigkeiten

### Bauwerke
Bemerkenswert ist die Bronzestatue des in der Stadt geborenen Nationalhelden Juan Santamaría. Er war bei der Schlacht von Rivas im Jahre 1856 durch seinen heroischen Tod für den Sieg der Costa-Ricaner über die Filibuster unter William Walker verantwortlich. Für den Nationalhelden wurde das Museo Juan Santamaría eingerichtet. Es befindet sich im früheren Gefängnisgebäude.
Interessant im Stadtzentrum ist die Kathedrale des Bistums Alajuela mit der enorm großen Kuppel über dem Altarbereich. Im sehenswerten Mercado Municipal gibt es die Möglichkeit, die costa-ricanische Küche auszuprobieren.

### Parks
Im Stadtpark mit den zahlreichen Mango-Bäumen findet jedes Jahr im Monat Juli das sogenannte Mango-Festival statt. Im dortigen Musikpavillon werden jeden Sonntag Konzerte veranstaltet.
In der Nähe der Stadt sind die Schmetterlingsfarm bei La Guácima de Alajuela und der Zoo Ave in La Garita de Alajuela einen Besuch wert. Der Zoo ist eine Art großräumiger tropischer Vogelpark, der aber auch eine Anzahl Säugetiere und Reptilien inmitten einer üppigen Vegetation zeigt.

## Wirtschaft und Verkehr
Alajuela ist Handelszentrum für den in der Umgebung angebauten Zucker und Kaffee.
In Alajuela befindet sich der wichtigste internationale Flughafen Costa Ricas, der Aeropuerto Juan Santamaría. Die Entfernung zur Hauptstadt San José beträgt etwa 20 Kilometer.
|  |  |

## Städtepartnerschaften
- Lahr/Schwarzwald, Deutschland
- Dothan, USA

## Söhne und Töchter der Stadt
- Juan José Lara Arias (1790–1856), Politiker und Präsident von Costa Rica (4. bis 17. März 1835)
- José María Alfaro Zamora (1799–1856), Politiker und Präsident von Costa Rica (1842–1844 und 1846–1847)
- Bernardo Soto Alfaro (1854–1931), Politiker und Präsident von Costa Rica (1885–1889)
- Adolfo Díaz (1875–1964), nicaraguanischer Präsident (1911–1917 und 1926–1929)
- León Cortés Castro (1882–1946), Politiker und Präsident von Costa Rica (1936–1940)
- Luis Rafael de la Trinidad Otilio Ulate Blanco (1891–1973), Politiker und Präsident von Costa Rica (1949–1953)
- Francisco José Orlich Bolmarcich (1907–1969), Politiker und Präsident von Costa Rica (1962–1966)
- Roberto Solórzano (1945–2022), costa-ricanischer Judoka
- Javier Gerardo Román Arias (* 1962), römisch-katholischer Bischof von Limón
- Álvaro Mesén (* 1972), Fußballspieler
- Jhonny Acosta (* 1983), Fußballspieler
- Daniel Colindres (* 1985), Fußballspieler
- José Miguel Cubero (* 1987), Fußballspieler
- Kenner Gutiérrez (* 1989), Fußballspieler
- Juan Mora (* 1989), Fußballschiedsrichterassistent
- Lixy Rodríguez (* 1990), Fußballspielerin
- Rónald Matarrita (* 1994), Fußballspieler
- Daniela Solera (* 1997), Fußballspielerin
- María Coto (* 1998), Fußballspielerin
- Douglas López (* 1998), Fußballspieler
- Valeria del Campo (* 2000), Fußballspielerin

## Klimatabelle
|                       | Jan  | Feb  | Mär  | Apr  | Mai   | Jun   | Jul   | Aug   | Sep   | Okt   | Nov   | Dez  |   |         |
| Mittl. Tagesmax. (°C) | 27,8 | 28,6 | 29,6 | 29,7 | 28,4  | 27,6  | 27,7  | 28,7  | 27,3  | 27,1  | 27,2  | 27,5 | ⌀ | 28,1    |
| Mittl. Tagesmin. (°C) | 17,5 | 17,6 | 17,8 | 18,3 | 18,4  | 18,2  | 18,4  | 18,1  | 17,7  | 17,6  | 17,8  | 17,7 | ⌀ | 17,9    |
|                       |      |      |      |      |       |       |       |       |       |       |       |      |   |         |
| Niederschlag (mm)     | 7,6  | 12,6 | 17,4 | 79,6 | 271,2 | 265,6 | 177,5 | 253,8 | 340,6 | 338,5 | 148,5 | 32,8 | Σ | 1.945,7 |
|                       |      |      |      |      |       |       |       |       |       |       |       |      |   |         |
| Regentage (d)         | 2,0  | 1,9  | 3,0  | 8,2  | 21,6  | 23,3  | 20,1  | 21,8  | 25,2  | 25,5  | 16,0  | 5,9  | Σ | 174,5   |

| 17,5 |

| 17,6 |

| 17,8 |

| 18,3 |

| 18,4 |

| 18,2 |

| 18,4 |

| 18,1 |

| 17,7 |

| 17,6 |

| 17,8 |

| 17,7 |

| 17,5 |

| 17,6 |

| 17,8 |

| 18,3 |

| 18,4 |

| 18,2 |

| 18,4 |

| 18,1 |

| 17,7 |

| 17,6 |

| 17,8 |

| 17,7 |